# F1 (computerspelserie)
F1 is een computerspelserie van Codemasters. Het is een serie van racespellen dat gebaseerd is op de Formule 1.

## Games
| Game             | Platform(s)                                                      | Uitgave           | Gebaseerd op           |
| ---------------- | ---------------------------------------------------------------- | ----------------- | ---------------------- |
| F1 2009          | iOS PlayStation Portable Wii                                     | 17 november 2009  | Formule 1-seizoen 2009 |
| F1 2010          | iOS PlayStation 3 Windows Xbox 360                               | 24 september 2010 | Formule 1-seizoen 2010 |
| F1 2011          | iOS Nintendo 3DS PlayStation 3 PlayStation Vita Windows Xbox 360 | 20 september 2011 | Formule 1-seizoen 2011 |
| F1 2012          | Mac OS X PlayStation 3 Windows Xbox 360                          | 18 september 2012 | Formule 1-seizoen 2012 |
| F1 2013          | Mac OS X PlayStation 3 Windows Xbox 360                          | 4 oktober 2013    | Formule 1-seizoen 2013 |
| F1 2014          | PlayStation 3 Windows Xbox 360                                   | 17 oktober 2014   | Formule 1-seizoen 2014 |
| F1 2015          | Linux PlayStation 4 Windows Xbox One                             | 10 juli 2015      | Formule 1-seizoen 2015 |
| F1 2016          | PlayStation 4 Windows Xbox One                                   | 19 augustus 2016  | Formule 1-seizoen 2016 |
| F1 2017          | Linux macOS PlayStation 4 Windows Xbox One                       | 25 augustus 2017  | Formule 1-seizoen 2017 |
| F1 2018          | PlayStation 4 Windows Xbox One                                   | 24 augustus 2018  | Formule 1-seizoen 2018 |
| F1 Mobile Racing | Android iOS                                                      | 18 oktober 2018   | Geen                   |
| F1 2019          | PlayStation 4 Windows Xbox One                                   | 28 juni 2019      | Formule 1-seizoen 2019 |
| F1 2020          | Google Stadia PlayStation 4 Windows Xbox One                     | 10 juli 2020      | Formule 1-seizoen 2020 |
| F1 2021          | PlayStation 4 PlayStation 5 Windows Xbox One Xbox Series X/S     | 16 juli 2021      | Formule 1-seizoen 2021 |
| F1 22            | PlayStation 4 PlayStation 5 Windows Xbox One Xbox Series X/S     | 28 juni 2022      | Formule 1-seizoen 2022 |